# روبي شكسبير
روبي شكسبير (بالإنجليزية: Robert Shakespeare)‏ هو موسيقي ومنتج أسطوانات وملحن جامايكي، ولد في 27 سبتمبر 1953 في كينغستون في جامايكا.

## وصلات خارجية
- روبي شكسبير على موقع IMDb (الإنجليزية)
- روبي شكسبير على موقع ميوزك برينز (الإنجليزية)
- روبي شكسبير على موقع أول ميوزيك (الإنجليزية)
- روبي شكسبير على موقع ديسكوغز (الإنجليزية)